# Titi Lamositele
Titi Lamositele (nacido en Bellingham el 11 de febrero de 1995) es un jugador de rugby estadounidense, que juega de pilar para la selección de rugby de los Estados Unidos y, actualmente (2015) para Saracens de la Aviva Premiership.
Su debut con la selección nacional de Estados Unidos se produjo en un partido contra Canadá en Charleston el 17 de agosto de 2013.
Seleccionado por Estados Unidos para la Copa Mundial de Rugby de 2015, en el partido contra Escocia, que terminó con victoria escocesa 39-16, Lamositele logró el único ensayo de su equipo.